# Callistethus chlorotoides
Callistethus chlorotoides är en skalbaggsart som beskrevs av Bates 1888. Callistethus chlorotoides ingår i släktet Callistethus och familjen Rutelidae. Inga underarter finns listade.